# 類聚歌林
類聚歌林（るいじゅうかりん）は、日本上代の歌集。山上憶良著、あるいは編纂か。成立年代不明。全七巻と想定される。『正子内親王絵合』『和歌現在書目録』『袋草紙』など、鎌倉時代以前の文献にその名が見えるが、現存しない。『和歌現在書目録』には「在平等院宝蔵」とあり、平安時代末期までは存在していたとされる。

## 概要
武田祐吉は正倉院文書「写私雑書帳」に「六月（天平勝宝三年）三日来歌林七巻」とあり、「歌林」が『類聚歌林』と類似する点を指摘した。その後、様々な説が提起されたが、『類聚歌林』は山上憶良が「東宮侍講」の頃に編纂したとする説が『類聚歌林』編纂の動機と条件がよく説明できるため、通説化している。
その一部が『万葉集』巻一、巻二、および巻九の9ヶ所に引かれている。歌のほとんどは行幸関係歌であり、歌を内容や主題によって多様に分類していたとは考えにくく、「行幸」などという大項目でいくつかに分類し、行幸地別の時代順に歌を配列していた点、行幸先が伊予・紀伊・近江といった、舒明・皇極天皇に関連する土地に限られ、両天皇が特別な位置づけに置かれている点、題詞と『類聚歌林』との間に作者異伝が生じており、初期万葉における宮廷歌の作者を天皇に託す傾向が見られる点に特徴がある。